# Kakumetsa
Kakumetsa is een plaats in de Estlandse gemeente Luunja, provincie Tartumaa. De plaats heeft de status van dorp (Estisch: küla).
Kakumetsa ligt ten noorden van Luunja, de hoofdplaats van de gemeente. De Tugimaantee 45, de secundaire weg van Tartu via Räpina naar Värska, komt door het dorp.

## Bevolking
De ontwikkeling van het aantal inwoners blijkt uit het volgende staatje:
| Jaar            | 2000 | 2009 | 2011 | 2017 | 2018 | 2019 | 2020 | 2021 |
| --------------- | ---- | ---- | ---- | ---- | ---- | ---- | ---- | ---- |
| Aantal inwoners | 43   | 141  | 202  | 215  | 222  | 215  | 221  | 235  |